# Strategische Bahn Trebsen–Neichen
| |                      |                               |                               |
| Streckennummer: | 6914                 |                               |                               |
| Streckenlänge: | 3,205 km             |                               |                               |
| Spurweite: | 1435 mm (Normalspur) |                               |                               |
| Maximale Neigung: | 50 ‰                 |                               |                               |
| Minimaler Radius: | 200 m                |                               |                               |
| |                      |                               |                               |
| \| \| \| von Beucha \| \| \| \| -0,081 \| (Streckenanfang) \| (Streckenanfang) \| \| \| 0,00 \| Trebsen (Mulde) \| 127,7 m \| \| \| 0,36 \| ehem. Anst Mondi Verpackungen \| ehem. Anst Mondi Verpackungen \| \| \| 0,37 \| Am Froschteich \| 129,7 m \| \| \| 0,47 \| Gleisende \| Gleisende \| \| \| 1,17 \| Am Colm \| 133,4 m \| \| \| 1,38 \| Wirtschaftsweg \| 131,3 m \| \| \| 2,10 \| Mittelweg \| 130,3 m \| \| \| 2,69 \| geplante Muldebrücke \| 122,4 m \| \| \| 2,90 \| Wirtschaftsweg \| 122,4 m \| \| \| 3,205 \| (Streckenende) \| 126,7 m \| \| \| \| von Golzern \| \| \| \| 4,65 \| Neichen \| 126,5 m \| \| \| \| nach Wurzen \| \| |                      |                               |                               |
| Strecke |                      | von Beucha                    | von Beucha                    |
| Kilometer-Wechsel | -0,081               | (Streckenanfang)              | (Streckenanfang)              |
| Bahnhof | 0,00                 | Trebsen (Mulde)               | 127,7 m                       |
| Abzweig geradeaus und ehemals von rechts | 0,36                 | ehem. Anst Mondi Verpackungen | ehem. Anst Mondi Verpackungen |
| Bahnübergang | 0,37                 | Am Froschteich                | 129,7 m                       |
| | 0,47                 | Gleisende                     | Gleisende                     |
| Bahnübergang (Strecke außer Betrieb) | 1,17                 | Am Colm                       | 133,4 m                       |
| Bahnübergang (Strecke außer Betrieb) | 1,38                 | Wirtschaftsweg                | 131,3 m                       |
| Bahnübergang (Strecke außer Betrieb) | 2,10                 | Mittelweg                     | 130,3 m                       |
| Brücke über Wasserlauf (Strecke außer Betrieb) | 2,69                 | geplante Muldebrücke          | 122,4 m                       |
| Bahnübergang (Strecke außer Betrieb) | 2,90                 | Wirtschaftsweg                | 122,4 m                       |
| Kilometer-Wechsel (Strecke außer Betrieb) | 3,205                | (Streckenende)                | 126,7 m                       |
| Abzweig geradeaus und von rechts (Strecke außer Betrieb) |                      | von Golzern                   | von Golzern                   |
| Bahnhof (Strecke außer Betrieb) | 4,65                 | Neichen                       | 126,5 m                       |
| Strecke (außer Betrieb) |                      | nach Wurzen                   | nach Wurzen                   |

Die Strategische Bahn Trebsen–Neichen sollte im Kriegsfall die Bahnstrecke Beucha–Trebsen mit der östlich der Mulde verlaufenden Bahnstrecke Glauchau–Wurzen verbinden und als Dublierung der Muldebrücke Wurzen dienen.

## Geschichte

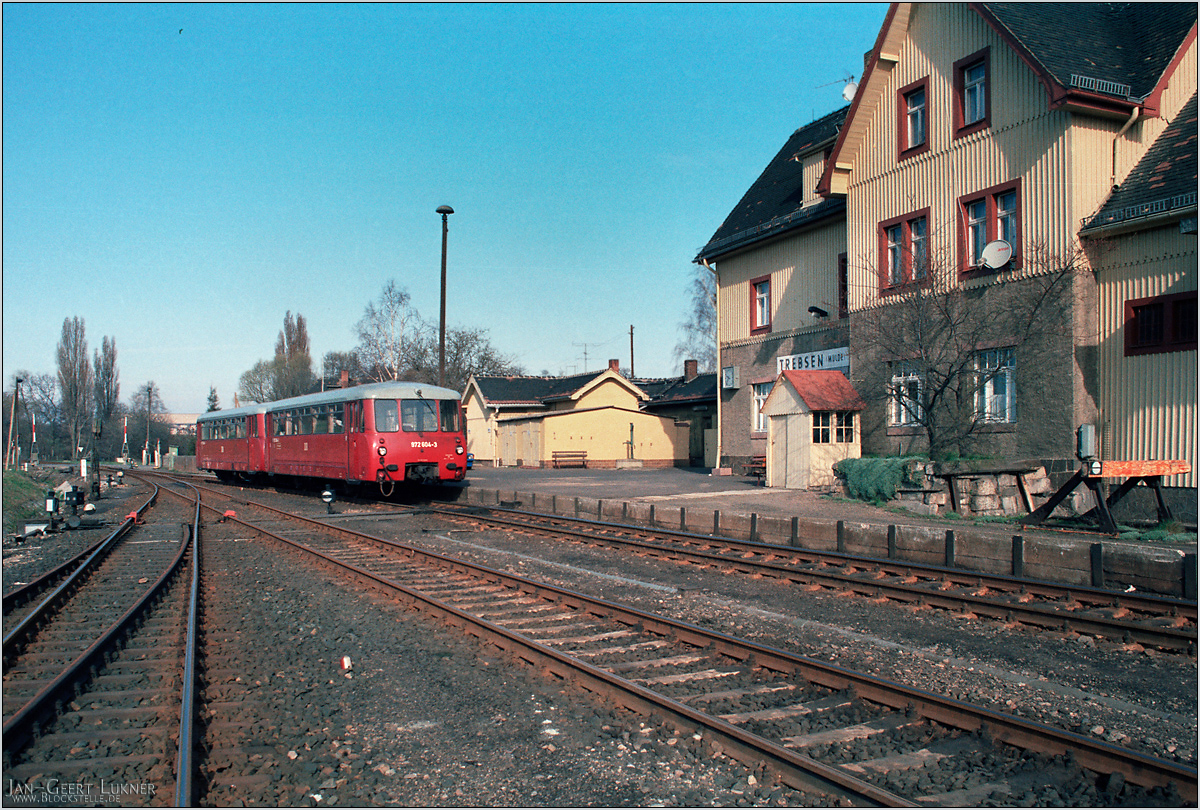
Abzweig der strategischen Bahn (ganz links) gegenüber dem EG Trebsen (Mulde)

Ende der 1960er Jahre begann die DDR im Rahmen ihrer militärischen Bündnisverpflichtungen im Warschauer Pakt, die Reichsbahn in die operativen Vorbereitungen des Territoriums für den Kriegsfall einzubeziehen. Der Reichsbahn wurden Eisenbahnbautruppen der NVA zugeordnet. An den sogenannten „Wasserhindernissen“ Oder, Neiße, Havel, Elbe und Mulde sollten 14 nur für den Kriegsfall vorbereitete Brückendublierungen entstehen, um die Bewegung von 20 bis 25 Divisionen innerhalb von zwei bis drei Tagen zu ermöglichen. Ende der 1970er Jahre begann die Reichsbahndirektion Halle mit der Projektierung einer strategischen Verbindung zwischen der Bahnstrecke Beucha–Trebsen und der östlich der Mulde verlaufenden Bahnstrecke Glauchau–Wurzen als Dublierung der Muldebrücke Wurzen. Obwohl die Planung bereits im März 1980 fertiggestellt war, verzögerte sich der Baubeginn noch um drei Jahre bis zum 7. März 1983. Im Rahmen einer taktischen Übung des Eisenbahnbauregiments 2 der NVA Erich Steinfurth aus Walddrehna wurde der Bahndamm ab Trebsen für das westliche Zuführungsgleis errichtet.
Die Strecke zweigte gegenüber dem Empfangsgebäude in Trebsen bei km 16,752 ab. Links dieses Gleises erstreckte sich bis zum Lokschuppen ein Lagerplatz für die zukünftig zu verlegenden Gleisjoche. Von der Verbindungsbahn wurden lediglich 280 m Gleis verlegt. Ursprünglich sollte sich das Gleis nach Umrundung der Klärteiche der VEB Zellstoff- und Papierfabrik Trebsen mit einer Neigung von 1:50 zur Mulde bis zum westlichen Brückenauflager senken. Als Flussübergang war eine 144 m lange Behelfsbrücke aus dem Bestand der NVA geplant. Die Brückenträger vom Typ ESB-16 waren im Bahnhof Lüptitz eingelagert. 1984 wurde der Einschnitt für das östliche Zuführungsgleis angelegt. Die Strecke sollte bei km 71,181 zwischen Nerchau und Neichen in die Bahnstrecke Glauchau–Wurzen in Richtung Wurzen einmünden. Die hierfür benötigten Gleisjoche sowie die Abzweigweiche lagerten im Bahnhof Neichen. Die Ruine eines Dienst- oder Blockstellengebäudes war noch bis Ende der 1990er Jahre an der Strecke zu finden. 
Ende der 1980er Jahre wurde ein Erweiterungsbau der Papierfabrik Trebsen geplant. Die ungenutzte Trasse hätte mit den eingelagerten Gleisjochen zur Anschlussbahn des geplanten Heizkraftwerkes ausgebaut werden können. Beide Vorhaben wurden jedoch nicht umgesetzt.
Die formale Stilllegung des Gleises erfolgte am 1. Dezember 1992. Im März 1992 nahm in Trebsen ein neu errichtetes Verpackungsmittelwerk die Produktion auf, welches 1995 einen Gleisanschluss von der ehemaligen Umgehungsbahn erhielt. Diese wurde hierfür als Ausziehgleis um etwa 200 m auf dem existierenden Planum verlängert.
Nach dem Hochwasser des Jahres 2002 wurden bis auf das westliche Widerlager die Trassen beiderseits der Mulde eingeebnet.